# Дергачёв, Степан Ильич
Степан Ильич Дергачёв (1925—2002) — советский и российский педагог. Народный учитель СССР (1980).

## Биография
Степан Дергачёв родился 25 апреля 1925 года в селе Кочкурово (ныне Дубёнский район Мордовии, Россия).
С детства отличался любознательностью, целеустремленностью, всегда старался постичь что-то новое. 
После окончания Кочкуровской неполной школы учился в селе Шейн-Майдан Атяшевского района. После окончания школы работал бригадиром колхоза «Марс» в родном селе. 
В 1943 году, едва достигнув 18 лет, вместе с другими ребятами, ушёл на фронт. Участник войны. Бои шли еще кровопролитные, но чувствовалось, что фашистскому зверю хребет уже сломлен. События складывались так, что Советской Армии нужно было заботиться и о восточных границах страны. Так, в числе других своих сверстников Степан Дергачев вместо Западного фронта попал на Дальний Восток, участвовал в разгроме японских милитаристов.
После войны экстерном окончил Саранское педагогическое училище, затем естественно-географическое отделение Мордовского учительского института (ныне Мордовский государственный университет имени Н. П. Огарёва) и пришёл в родную Кочкуровскую школу. Работал учителем, с 1958 года по 1986 год — директор Кочкуровской средней школы.
Автор трёх книг: «Изучаем край, в котором мы живем», «Школьная нива», «О Родине малой моей». Часто публиковался в средствах массовой информации всех уровней. 
Создал краеведческий музей. 
Умер 17 февраля 2002 года. 

## Награды и звания
- Заслуженный учитель школы Мордовской АССР
- Народный учитель СССР (1980)
- Орден Ленина
- Орден Трудового Красного Знамени
- Орден Отечественной войны II степени

## Память
- В начале октября 2003 года на здании школы была установлена мемориальная доска в честь учителя.